# 新克尔恩运河

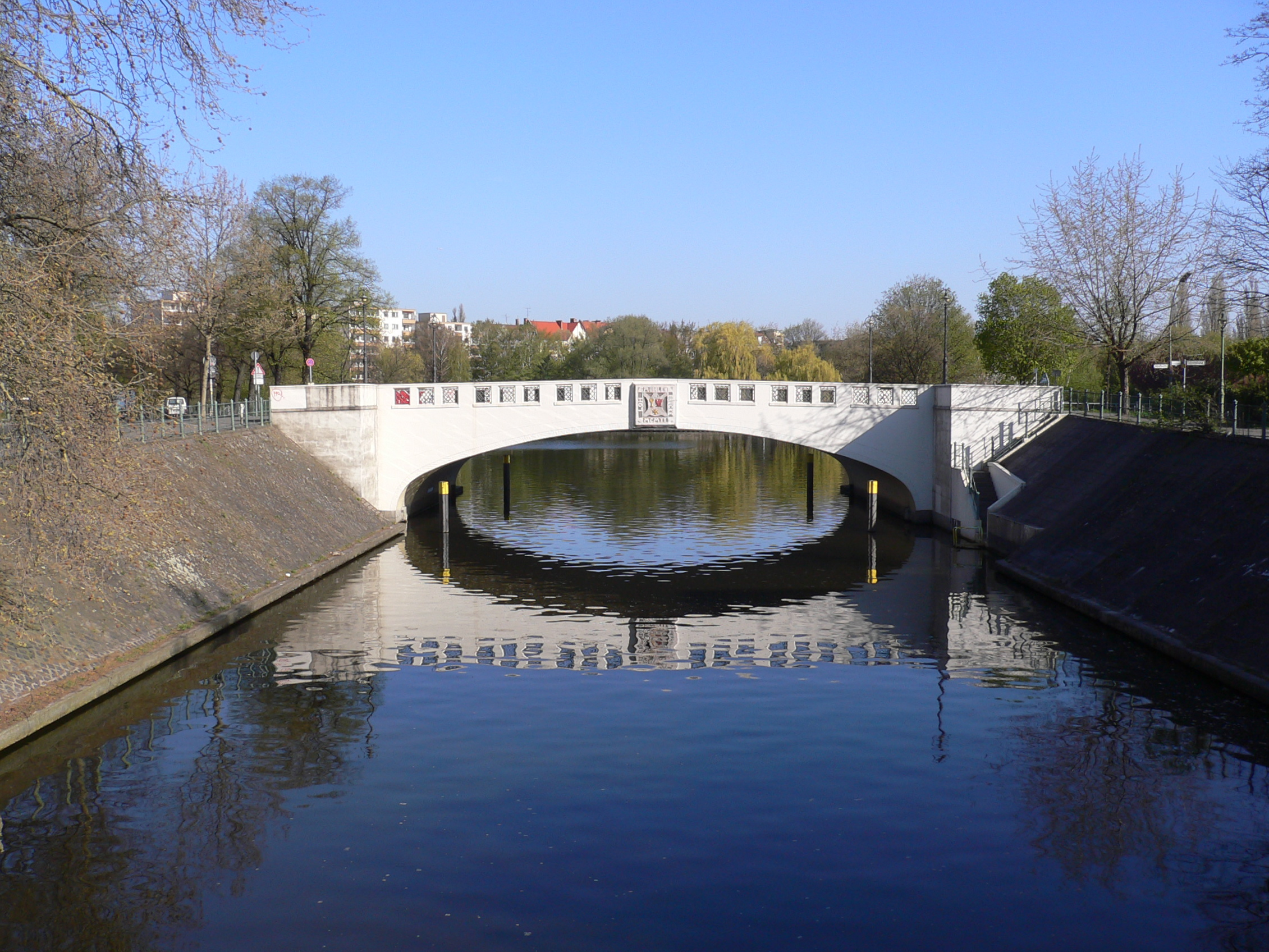
新克尔恩运河

新克尔恩运河（德語：Neuköllner Schiffahrtskanal）是一条位于德国柏林的运河，长4.1公里。该运河建於1902年-1903年間，1912–1913年間延伸。運河北段联通蘭德韋爾運河，南端联通泰尔托运河与布里茨运河。